# Dors mon lapin
Pour plus de détails, voir Fiche technique et Distribution.
Dors mon lapin est un film français réalisé par Jean-Pierre Mocky, sorti en 2014.

## Synopsis
Étranglé par des dettes colossales, Lionel s'apprête à devenir père. Sa femme est sur le point d'accoucher et il a peur de ne pas mener une vie heureuse avec sa famille. Désespéré, il décide un jour de commettre l'irréparable : kidnapper le bébé de 12 mois de ses voisins milliardaires et leur demander une toute petite rançon de 60 000 €. Mais Lionel n'est pas un criminel averti, mais un homme bien, et toutes ses tentatives d'échange tombent à l'eau. Alors qu'il s'attache de plus en plus au nourrisson, il finit enfin par y parvenir et doit se résoudre à le rendre.

## Fiche technique
- Titre français : Dors mon lapin
- Réalisation : Jean-Pierre Mocky
- Scénario : Jean-Pierre Mocky
- Photographie : Jean-Paul Sergent
- Assistant réalisateur : Antoine Delelis
- Musique : Vladimir Cosma
- Sociétés de production : Panoceanic films, Mocky Delicious products
- Pays de production :  France
- Format : couleur
- Genre : comédie dramatique
- Date de sortie : 19 mars 2014

## Distribution
- Frédéric Diefenthal : Lionel
- Richard Bohringer : Commissaire Bolzer
- Sarah Biasini : Femme de Lionel
- Maxence Boulmé : Bébé
- Idriss Hamida : M. Ratkin
- Karine Dogliani : Mme Ratkin
- Jean-Pierre Clami : Père de Lionel
- Emmanuel Nakach : Julien
- Françoise Michaud : Mélissa
- Marie-Laetitia Bettencourt : la nurse
- Noël Simsolo : le libraire
- Jenny Del Pino : pharmacienne
- Jean Abeillé : marchand de journaux
- Christian Chauvaud : Coloquinte
- Michel Stobac : pêcheur
- Franck Neckebrock : Directeur Banque
- Laurent Biras : Chauffeur